# 1068

## Esdeveniments
- 1 de gener - Constantinoble, Imperi Romà d'Orient: Eudòxia Macrembolitissa es casa amb Romà IV Diògenes, qui esdevé emperador romà d'Orient.
- 29 de març: el rei Châlukya de l'Oest, Someshvara I, malalt, es suicida a la riba del riu Tungabhadrâ, al sud de l'Índia.[1] El seu fill Somesvara II el succeeix, però és deposat pel seu germà Vikramaditya VI el 1076 per a finalitzar el seu regnat tirànic.[2]
- Winchester, Regne de Wessex: dins de la conquesta normanda d'Anglaterra, Guillem I d'Anglaterra celebra la primera Pasqua a Winchester, símbol de la seva conquesta del país.
- 5 d'agost - Bari, Pulla (Imperi Romà d'Orient): Robert Guiscard inicia el Setge de Bari, darrera possessió romana d'Orient a la península Itàlica, que serà presa el 16 d'abril de 1071.
- Exeter, Regne de Wessex: dins de la conquesta normanda d'Anglaterra, Guillem I d'Anglaterra pren Exeter després d'un breu setge.
- el Caire (Egipte): destrucció de la biblioteca del Caire, amb 200.000 volums.

## Naixements

### Països Catalans
- Dénia, Taifa de Dénia: Abu-s-Salt ad-Daní, filòsof i astrònom andalusí (m.1134).
- Pere I d'Aragó i Pamplona, rei d'Aragó i Pamplona, comte de Sobrarb i de Ribagorça (m.1104).

### Món
- Setembre - p. Selby, Yorkshire: Enric I d'Anglaterra, rei d'Anglaterra (m.1135).
- Haakon Magnusson, rei de Noruega (m.1095).
- Godofreu I de Namur, comte de Château-Porcien i comte de Namur (m.1139).

## Necrològiques

### Països Catalans
- Ramon I de Cerdanya, comte de Cerdanya i de Conflent, comte de Berga.

### Món
- 22 de maig - Heian Kyō (Japó): Go-Reizei, Emperador del Japó (n.1025).
- 9 de novembre - Saintes, Comtat de Poitiers (Regne de França): Agnès de Borgonya, comtessa de Poitiers.
- Bari o Vieste, Pulla (Imperi Romà d'Orient): Argir, general romà d'Orient d'origen lombard (n.c.1000).